# Watton at Stone
Watton at Stone är en ort och civil parish (Watton-at-Stone) i East Hertfordshire i Storbritannien. Den ligger i grevskapet Hertfordshire och riksdelen England, i den sydöstra delen av landet, 40 km norr om huvudstaden London. Watton at Stone ligger 62 meter över havet och antalet invånare är 2 323. Byn nämndes i Domedagsboken (Domesday Book) år 1086, och kallades då Watone.
Terrängen runt Watton at Stone är huvudsakligen platt. Watton at Stone ligger nere i en dal. Runt Watton at Stone är det tätbefolkat, med 286 invånare per kvadratkilometer. Närmaste större samhälle är Harlow, 17,9 km sydost om Watton at Stone. Trakten runt Watton at Stone består till största delen av jordbruksmark.